# Benjamin Tappan
Benjamin Tappan (Northampton, 1773. május 25. – Steubenville, 1857. április 20.) az Amerikai Egyesült Államok szenátora (Ohio, 1839–1845).